# 曾福謙
曾福謙，福建省福州府閩縣人，福州鄂里曾氏家族成員。清朝政治人物、進士出身。
光緒十二年（1886年），参加光緒丙戌科殿試，登進士二甲110名。同年五月，著主事分部学习。
孫曾克耑（字履川，號頌橘，1900-1975）為近現代著名古詩文家，書法家。早年師從吳闓生,曾與林紓、陳衍、林庚白、章士釗、沈尹默、趙熙等交遊。著有《涵負楼詩》、《颂橘廬詩存》、《颂橘廬文存》、《颂橘廬叢稿》、《風穷詶倡詩》、《曾氏家學》、《福州曾氏十二世詩略》、《通州范氏十二世詩略》等。